# ロアノーク島
座標: 北緯35度53分 西経75度39分 / 北緯35.883度 西経75.650度

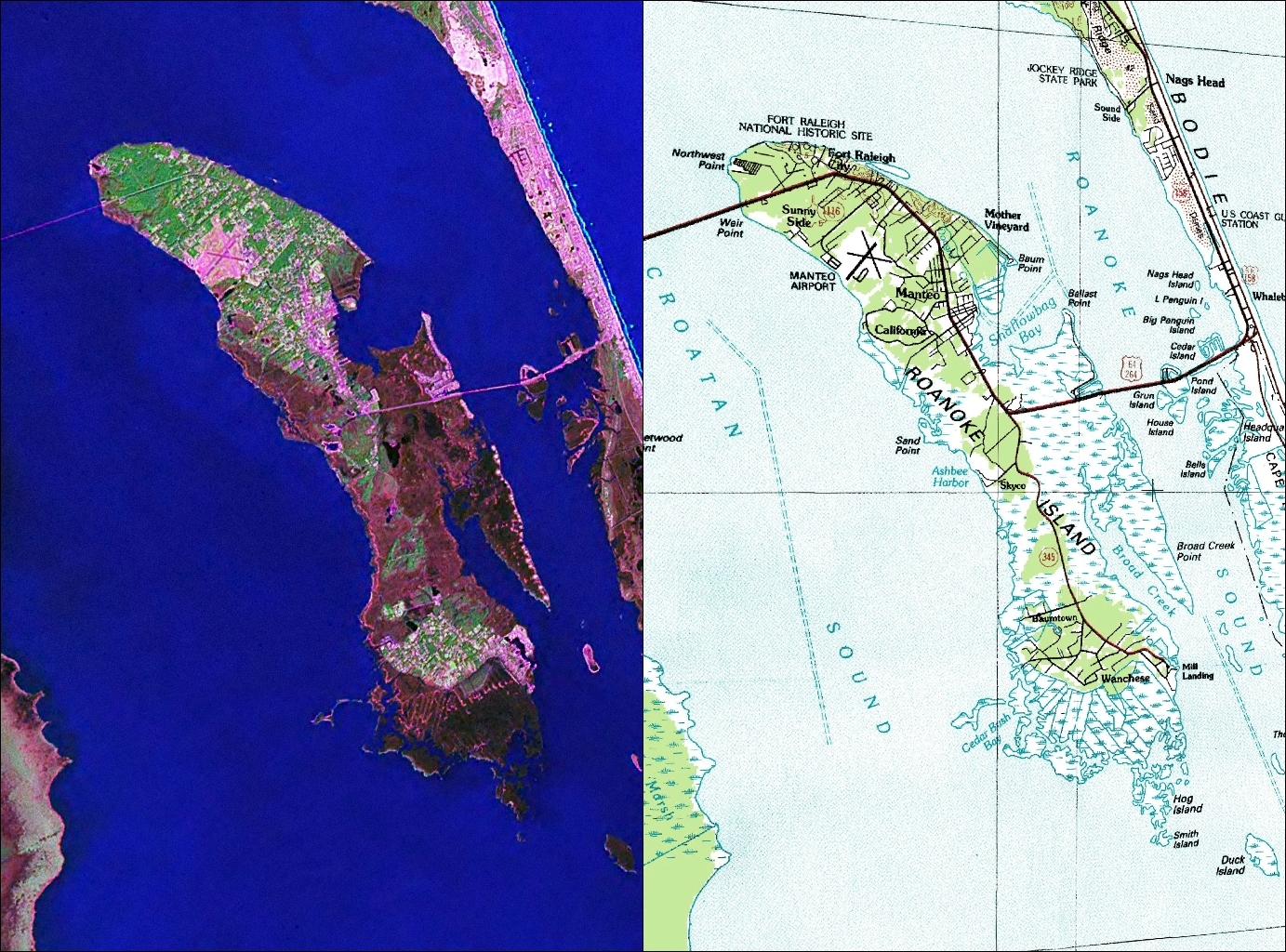
NASAのジオカバー2000による画像と USGS の地形図

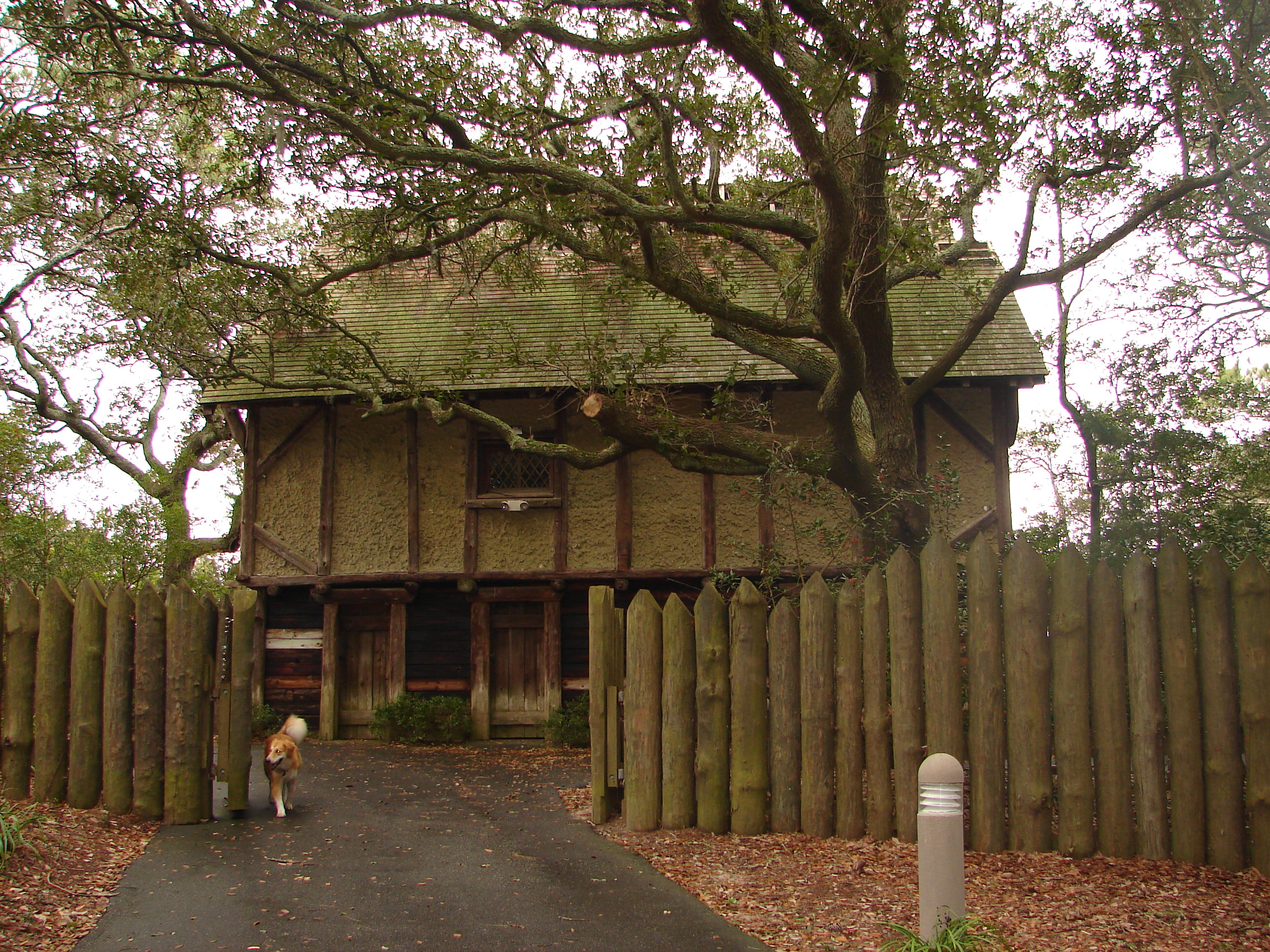
フォートローリー屋外劇場の入口、ロアノーク島北端近く

ロアノーク島（ロアノークとう、英: Roanoke Island）は、アメリカ合衆国ノースカロライナ州アウターバンクスにあるデア郡の島である。16世紀にイングランド人が付近を探検した当時、この地域に住んでいたカロライナ・アルゴンキン語を話すロアノーク族インディアンから名前が採られた。
島の長さは8マイル (12 km)、幅は2マイル (3 km) あり、本土とバリアー諸島の間、ナグスヘッドに近く、アルベマール湾の南東、ロアノーク湾の西、クロアタン湾の東に位置し、島の南には国勢調査指定地域であるワンチスがある。島の北側にはマニーオーの町があり、デア郡の郡庁所在地である。島の北端にはフォートローリー国定歴史史跡がある。2000年国勢調査によれば、島の面積は17.95平方マイル (46.5 km2)、人口は6,724人だった。
ノースカロライナ州本土からアウターバンクスを繋ぐ幹線道であるアメリカ国道64号線が通っており、歴史的史跡と屋外劇場のあるレクリエーションと水域の様相を組み合わせて、デア郡の主要観光地の1つを作っている。
ヨーロッパ系アメリカ人の歴史の中で、ウォルター・ローリーが1585年と1587年にロアノーク植民地を伴うイングランド人開拓地を設立した場所として重要な位置付けにある。植民者の最後の運命は未だに分からないままであり、そこに神話が生まれた。「失われた植民地」の話は400年以上に渡って続いてきた。21世紀、考古学者、歴史家、科学者がこのミステリーを解決しようと努力を続ける中で、観光客はアメリカで2番目に長く続いている屋外劇場の演し物『失われた植民地』を見に来ている。
ロアノーク島の名前はアメリカ合衆国内で残っているイングランド人による最古の地名3つのうち1つである。他の2つはチョウウォン川とニューズ川である。1584年にウォルター・ローリー卿が派遣したフィリップ・アマダスとアーサー・バーロウ各船長が名付けた。
この島は数千年にわたって古代インディアンが入っていた場所だった。1980年代初期、ワンチスのティレット遺跡で行われた考古学発掘調査により、紀元前8000年にまで遡ることができる様々な文化の痕跡を発見した。ワンチスはイングランド人が植民地を造る1500年前に、季節による漁労のための村として使われていた。アルゴンキン語族のロアノーク族インディアンの先祖は約400人の集団になっていた。
ローリーが作らせたものよりも人口の多い植民地が南北戦争の間にこの島に造られた。1862年に北軍がこの島を占領した後、奴隷達が自由を求めて移り住んだ。北軍は彼等を戦利品（コントラバンド）と見なし、南軍に返そうとはしなかった。北軍は1863年にロアノーク島解放奴隷植民地を設立し、連邦政府が将来奴隷に自由を与えた場合にどのような政策を採るか重要な社会実験の意味合いがあった。会衆派教会の牧師ホレス・ジェイムズが植民地およびノースカロライナ州にある他の戦利品キャンプの監督官に指名され、この植民地を自立させるために製材所を建設させ、解放奴隷には耕作地を割り当てた。軍隊のために働いた者には給与が払われた。アメリカ有色人連隊が結成されたとき、この植民地から多くの男性が入隊した。アメリカ伝道教会が北部教師団を支援し、この植民地であらゆる年齢の数百人の生徒を教えた。

## 歴史

### 最初の植民地
ロアノーク島は16世紀に新世界でイングランドが最初に造った植民地、ロアノーク植民地があった場所である。イングランドの「バージン・クイーン」、エリザベス1世の栄誉を称えて名付けられたバージニアと呼ばれた地域の中にあった。ここに植民地を設立した集団は前後2つ有ったが、どちらも失敗した。
最初の試みは1585年にラルフ・レーンが指揮したものだった。リチャード・グレンビル卿が開拓者をバージニアに運び、計画通り物資を補給するためにイングランドに戻った。開拓者はその物資がどうしても必要だったが、グレンビルの帰還が遅れた。その結果、フランシス・ドレーク卿がセントオーガスティンのスペイン植民地を攻撃した後で、ロアノーク島に立ち寄ったとき、開拓者全員が植民地を放棄してドレイク卿と共にイングランドに戻った。
1587年、イングランドは再度ロアノーク島の開拓を試みた、開拓者エレノア・デアの父、ヴァージニア・デア（新世界で最初に生まれたイングランド人の子供）の祖父であるジョン・ホワイトが物資を補給するために島を離れてイングランドに戻った。ホワイトは3か月以内にロアノーク島に戻って来られると見ていたが、イングランドはスペインとの戦争を始めており、全船舶は戦争遂行のために押収されていた。ホワイトがロアノーク島に戻ったのは1590年になってからであり、その時までに全開拓者が消えていた。開拓地は放棄された。ホワイトが見つけた唯一の糸口は、木に刻まれた「CROATOAN」という言葉だった。ホワイトは3年前に植民地を出るときに、開拓者が土地を離れるときは木に目的地を彫っておくよう、危険に曝されて離れる場合はマルタ十字を彫っておくよう指示を出していた。
「CROATOAN」はロアノーク島の南にある島の名前であり（現在はハッテラス島）、イングランド人に友好的なインディアンが住んでいることが分かっていた。開拓者はその島に行こうとした可能性が強い。しかし、ホワイトは悪天候のためにクロアトアンに開拓者を探して南に行くことができず、イングランドに戻った。ホワイトはその後新世界に戻ることは無かった。この開拓地に何が起こったか正確には判断できないまま、この地は「失われた植民地」と呼ばれるようになった。
フォートローリー国定歴史史跡はこの島にイングランド人が建設した砦を再現したものであり、考古学調査と歴史的文献に従って建設された。
探検家ジョン・ローソンは、1709年に出版したその著書『カロライナへの新しい旅』の中で、失われた植民地の跡が今も見られるとして、次のように書いていた。
この国を最初に発見し、入植したのはウォルター・ローリー卿の買収によるものであり、エリザベス女王の保護下に当時の公共心のある紳士数人と協業していた。女王にちなんでバージニアと名付けられた植民地のロアノーク島と呼ばれる部分で開拓が始まり、今日でも砦の跡が見られ、後にはイングランドの古い貨幣が見つかった。真鍮の銃、火薬を入れる角、および鉄の棒で造られ鉄の環が嵌められた船尾甲板用の小さな大砲が見つかった。大砲を造る方法は当時できたばかりの植民地でもできるようにされていたものの可能性が強い。
ローソンはまた、ハッテラス島の原住民が「白い人々」の子孫であると主張し、その旅の間に遭遇した他の部族には無い、ヨーロッパ人に結びつけられるような身体的印を受け継いでいたとも語っていた。
ハッテラス島のインディアンから我々が確かめたことは、彼等が当時ロアノーク島に住んでいたか、あるいはしばしば訪れていたということだった。このことから彼等の先祖の幾らかは白人であり、我々がやるように本（文字）で話すことができたと分かる。これが真実であることは、彼等の間に灰色の目をした者が多いことで確かめられ、他の部族には無い。かれらはイングランド人に対する親近感に特に重きを置いており、友好的に対応する用意があった。この開拓地はイングランドからの物資がタイムリーに届かず失敗した可能性がある。あるいはインディアンの裏切りによって、イングランド人は救済と対話のためにインディアンとの共生を強いられたと推測するのも可能である。時の経過と共に、彼等はインディアンの関係者の作法に同化していったと見られる。

### 南北戦争時代

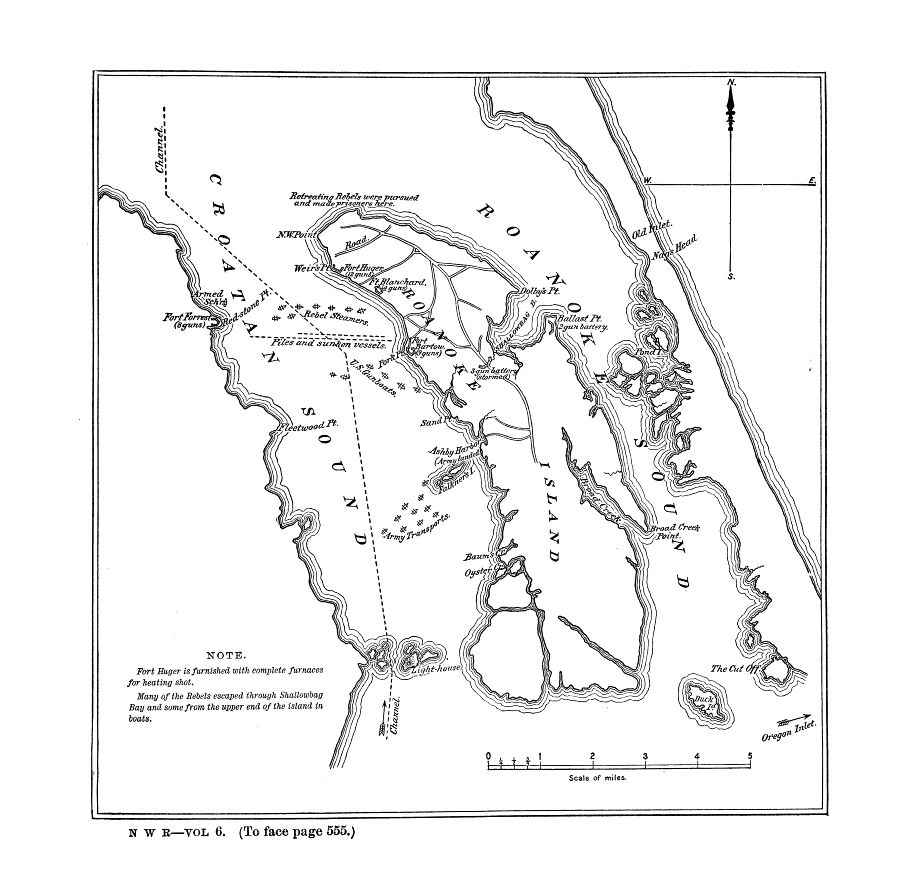
1862年頃から1865年のロアノーク島地図、砦の位置がわかる

南北戦争のとき、南軍は島に3つの砦を造って島を要塞化した。1862年1月から7月に掛けて北軍がノースカロライナ遠征を行った中で、1862年2月7日から8日にロアノーク島の戦いが起こり、アンブローズ・バーンサイド准将が水陸共同作戦で島に上陸して南軍の砦を占領した。その後北軍は砦3つを保持し、勝ち戦を指揮した北軍将軍の名前に改名した。フーガー砦がリノ砦、ブランチャード砦がパーク砦、バートウ砦がフォスター砦となった。南軍がこれらの砦を失った後、陸軍長官のジュダ・ベンジャミンが辞任した。戦争が終わる1865年まで北軍によるロアノーク島占領が続いた。
この島やノースカロライナ州本土の奴隷達が、自由を得られることを期待して北軍の占領するこの地に逃げてきた。1863年までに、多くの元奴隷が北軍キャンプの周りに住んでいた。北軍はこれら元奴隷を「戦利品」に分類し、南部の奴隷所有者に返還しないことに決めた。解放奴隷はその入植地に教会を建て、ノースカロライナ州では初と考えられる黒人のための自由学校を始めた。
1863年、経験を積んだ会衆派教会の牧師ホレス・ジェイムズがアメリカ軍から「ノースカロライナ地区における黒人事情監督官」に指名された。その本拠としたニューバーンにあるトレント川戦利品キャンプの責任者となった。またロアノーク島で自立できる植民地を創設する命令も受けた。これは、アフリカ系アメリカ人が自由を得たときに新しい社会のモデルになる可能性があるとも考えた。元々の住人や移民してきたばかりの人々に仕えることに加え、ロアノーク島解放奴隷植民地はアメリカ有色人連隊として北軍に入隊した者の家族にとっては逃避場になった。1864年までにこの島には2,200人以上の解放奴隷がいた。
ジェイムズの下で、解放奴隷は家族ごとに土地を割り当てられ、軍隊のために働いた者には給与が払われた。ジェイムズは島に製材所を建て、漁業を始め、解放奴隷の中の熟練技能者が作った商品の流通を始めた。ジェイムズはこの植民地が自由労働者の重要な社会実験であると考え、解放奴隷を保有地に入植させるモデルになると見なした。北部のキリスト教系宣教師の教師、その大半はニューイングランドの女性がこの島に来て、教育を受けたいと願う子供にも大人にも読み書きを教えた。全部で27人の教師がこの島で教えており、その中核は6人の集団だった。
この植民地と北軍は、その後年に過剰人口、お粗末な衛生状態、限られた食料、および病気という問題に直面した。解放奴隷は、土壌が肥えて居らず、多くの人々を支える自給自足農業ができないことが分かった。終戦となった1865年後半、陸軍はロアノーク島の砦を解体した。この年、アンドリュー・ジョンソン大統領は「恩赦宣言」を発し、北軍が押収した資産を南部の土地所有者に返還することを命じた。南部にあった戦利品キャンプ100か所の大半はそのような土地だった。ロアノーク島では、解放奴隷に土地の権利が与えられず、元の所有者に返還された。
解放奴隷の大半は島を去る道を選び、陸軍は彼等を本土の町や郡に運ぶ手段を手配した。解放奴隷はそこで仕事を探した。1867年までに陸軍は植民地を放棄した。1870年、この島には300人ほどの解放奴隷が住んでいた。その子孫の中には今もそこに住んでいる者が居る。

### 遺産
- 2001年、デア郡はフォートローリー歴史遺跡に解放奴隷植民地を記念する大理石碑を建立した
- アメリカ合衆国国立公園局の全国地下鉄道ネットワークの中に含められている
- 俳優アンディ・グリフィスの家屋と墓所がある

## 母なる蔓
樹齢400年というおそらく世界最古の栽培されたスカッパーノン種ブドウの「母なる蔓」がロアノーク島にある。スカッパーノン種ブドウはノースカロライナ州の果物に指定されている。

## ロアノーク島の博物館
- フォートローリー国定歴史遺跡
- ノースカロライナ州海洋博物館ロアノーク島支所
- ロアノーク島フェスティバル公園
- ロアノーク湿地灯台